# Систерсвил (Западна Вирџинија)
Систерсвил (енгл. Sistersville) град је у америчкој савезној држави Западна Вирџинија.

## Демографија
По попису из 2010. године број становника је 1.396, што је 192 (-12,1%) становника мање него 2000. године.
| Група             | 2000.         | 2010.         |
| Белци             | 1.575 (99,2%) | 1.377 (98,6%) |
| Афроамериканци    | 1 (0,1%)      | 4 (0,3%)      |
| Азијати           | 1 (0,1%)      | 1 (0,1%)      |
| Хиспаноамериканци | 5 (0,3%)      | 9 (0,6%)      |
| Укупно            | 1.588         | 1.396         |